# Specklinia alata
Specklinia alata là một loài thực vật có hoa trong họ Lan. Loài này được (A.Rich. & Galeotti) Solano & Soto Arenas mô tả khoa học đầu tiên năm 2002.